# Силвано д'Орба
Силвано д'Орба (итал. Silvano d'Orba) је насеље у Италији у округу Алесандрија, региону Пијемонт.
Према процени из 2011. у насељу је живело 1524 становника. Насеље се налази на надморској висини од 171 м.

## Становништво
Према резултатима пописа становништва 2011. у општини је живело 2.056 становника.
| 1931. | 1936. | 1951. | 1961. | 1971. | 1981. | 1991. | 2001. | 2011. |
| ----- | ----- | ----- | ----- | ----- | ----- | ----- | ----- | ----- |
| 2.631 | 2.472 | 2.235 | 1.931 | 1.769 | 1.757 | 1.775 | 1.830 | 2.056 |